# Maria Scleraina
Maria Scleraina o Sclerena, (in greco Μαρία Σκλήραινα?) talvolta riportata semplicemente come la Scleraina e conosciuta anche con il cognome coniugale Monomachina (in greco Μαρία Μονομαχίνα?; 1015 ca. – Costantinopoli, 1045), è stata una nobile e cortigiana bizantina, principalmente nota per essere stata amante e principale consigliera dell'imperatore Costantino IX Monomaco, che la rese imperatrice de facto durante il proprio regno.

## Biografia
Maria apparteneva all'importante casato degli Scleri, un'influente famiglia strettamente legata al potere imperiale tra il X e l'XI secolo. Sulla sua vita prima dell'ingresso a corte si sa solo che fosse una parente stretta (probabilmente una cugina) di Elena Scleraina, seconda moglie del futuro imperatore Costantino IX, e che fosse già vedova di un protospatario non meglio identificato. Dopo la morte di Elena, quando l'imperatore Michele IV mandò Costantino in esilio a Mitilene, Maria partì con lui e gli diede supporto economico, segno che tra i due fosse già iniziata una relazione. Sembra che i due si fossero anche sposati, tuttavia la loro unione fu considerata nulla in quanto il diritto canonico dell'epoca proibiva la contrazione di un terzo matrimonio.

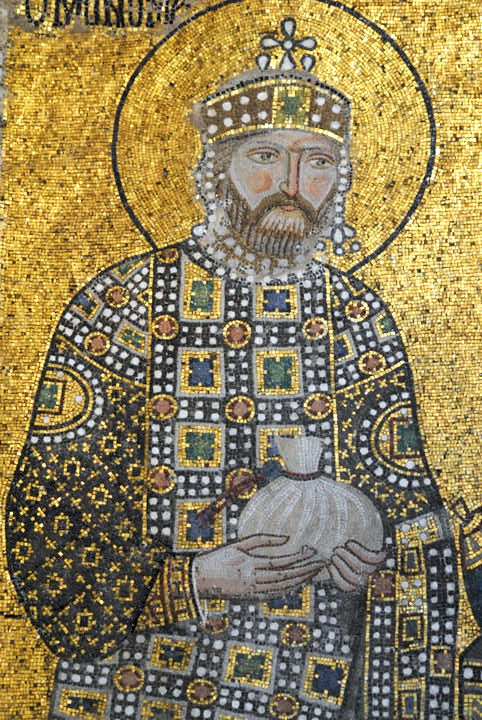
Costantino IX Monomaco, mosaico della Basilica di Santa Sofia

Quando nel 1042 Costantino fu richiamato dal suo esilio per sposare, tramite una dispensa straordinaria da parte della Chiesa, l'anziana Zoe Porfirogenita, co-imperatrice insieme alla sorella Teodora, e ascendere quindi al trono, Maria lo seguì a Costantinopoli, dove la loro relazione proseguì alla luce del sole. Presa inizialmente residenza presso il palazzo dei Mangani, presto Maria si trasferì direttamente al Gran Palazzo, negli appartamenti immediatamente adiacenti a quelli dell'imperatore. Questi eventi si svolsero con la piena consapevolezza e approvazione di Zoe, che non si oppose alla relazione extraconiugale del marito purché il suo titolo di imperatrice non ne venisse intaccato. Sembra anzi che le due donne fossero in buoni rapporti, arrivando addirittura a formalizzare il loro ménage à trois tramite un "contratto di amicizia" nel quale di Maria venne riconosciuta ufficialmente come l'amante di Costantino. Grazie a questa "istituzionalizzazione", Maria poté godere di privilegi solitamente riservati esclusivamente ai membri della famiglia imperiale, come quello di fregiarsi dei titoli di sebaste (equivalente greco del latino augusta) e despoina o quello di poter prendere posto in testa alle processioni ufficiali, appena alle spalle dell'imperatore e delle due Porfirogenite. Si creò così l'inusitata situazione in cui ben tre donne, ossia Zoe, sua sorella Teodora e Maria, potevano considerarsi contemporaneamente come imperatrici, sebbene Maria mancasse del titolo formale.
La Scleraina fu una figura molto influente all'interno della corte. Divenne in breve la principale consigliera dell'imperatore e ne influenzò notevolmente le decisioni politiche, favorendo inoltre enormemente la carriera del fratello Romano. Furono proprio le pressioni di quest'ultimo a spingere Costantino IX a licenziare il generale Giorgio Maniace, che in risposta diede inizio a una ribellione armata.
La presenza a corte di una donna tanto influente e la sua aperta convivenza more uxorio con l'imperatore generarono forte disapprovazione in numerosi esponenti del clero, mentre il trattamento privilegiato che Costantino riservava a Maria diede adito a voci di un possibile spodestamento delle legittime imperatrici Zoe e Teodora, molto benvolute dal popolo di Costantinopoli. Questo malcontento generale rischiò almeno in un'occasione di tramutarsi in aperta sommossa: il 9 marzo 1044, in occasione della festa dei Quaranta martiri, si sparse la falsa notizia di un imminente avvelenamento delle Porfirogenite per mano di Maria, e quando Costantino IX uscì in processione dalla Chalke fu assalito da una folla inferocita che tentò di linciarlo. L'imperatore fu costretto a rientrare precipitosamente nel Gran Palazzo che fu preso d'assalto dalla popolazione costantinopolitana. Solo l'apparizione dal balcone di Zoe e Teodora, che rassicurarono la folla di non essere in pericolo di vita, riuscì a placare il popolo e porre fine al tumulto.
Maria Scleraina continuò comunque a restare invisa all'opinione pubblica bizantina fino al momento della sua morte, che la colse nemmeno trentenne nel 1045 (o nel 1046) per una improvvisa malattia polmonare. L'imperatore la fece seppellire con ogni onore nel monastero di San Giorgio dei Mangani, da lui fatto precedentemente restaurare con ingenti spese e presso il quale sarebbe stato a sua volta inumato dieci anni più tardi.

## Personalità
Le fonti dell'epoca raccontano che Maria Scleraina, benché non particolarmente avvenente, fosse una persona affascinante, raffinata e di piacevolissima conversazione. Era dotata inoltre di una splendida voce e le sue ammalianti capacità canore venivano paragonate a quelle di Orfeo e delle sirene.
Nella sua Cronografia, lo storico e scrittore Michele Psello, che ebbe modo di conoscere personalmente la Scleraina, racconta fosse una donna arguta ed estremamente colta, in possesso di una profonda conoscenza della letteratura e della mitologia dell'antica Grecia, argomenti dei quali amava disquisire con le altre personalità della corte. A riprova di ciò, Psello cita un episodio avvenuto nel 1043 al quale lui stesso aveva assistito: nel corso di una processione, una delle sue prime uscite pubbliche con la famiglia imperiale, Maria udì uno degli astanti sussurrare al suo vicino, dopo averla vista, l'inizio di un passo dell'Iliade a proposito di Elena; Maria non si scompose e proseguì, tuttavia al termine della cerimonia rintracciò l'uomo, davanti al quale recitò per intero a memoria i versi in questione per poi interrogarlo sul significato di questo paragone tra lei e la principessa troiana, mentre una folla di astanti e funzionari di corte assisteva divertita; quando l'uomo chiarì che la citazione era intesa come un complimento, Maria lo ricompensò lautamente.
Al momento dei suoi funerali, lo stesso Psello le dedicò un componimento in cui la definì «animo esuberante ed espansivo», mentre Cristoforo di Mitilene scrisse nel suo epitaffio funebre «l'eleganza, alla sua morte, ha abbandonato il mondo, rifiutandosi di sopravviverle».